# شيصريات
الشَيْصَرِيَّات أو ذباب رمحي الجناح أو عائلة لونشوبتيريدي (الاسم العلمي: Lonchopteridae)، هي فصيلة حشرات صغيرة (2-5 ملم) من الذباب. تنتشر في كافة أنحاء العالم.